# Йесперсен, Крис
Крис Йесперсен (норв. Chris Jespersen; род. 18 октября 1983, Этне, Хордаланн) — норвежский лыжник, победитель этапа Кубка мира. Специализируется в дистанционных гонках.

## Карьера
В Кубке мира Йесперсен дебютировал 6 декабря 2003 года, в феврале 2008 года одержал свою единственную победу на этапе Кубка мира, в эстафете. Кроме этого, на сегодняшний день имеет на своём счету 1 попадание в тройку лучших на этапах Кубка мира, так же в эстафете, в личных гонках 2 раза в карьере попадал в десятку лучших. Лучшим достижением Йесперсена в общем итоговом зачёте Кубка мира является 78-е место в сезоне 2011-12.
За свою карьеру участия в чемпионатах мира и Олимпийских играх пока не принимал. В 2003 году был чемпионом мира среди юниоров.
Использует лыжи и ботинки производства фирмы Rossignol.